# Bad Staffelstein
Bad Staffelstein est une ville allemande située en Bavière, dans l'arrondissement de Lichtenfels. C'est la ville natale du mathématicien Adam Ries.

## Curiosités
- La basilique de Vierzehnheiligen est situé dans le territoire de la ville.
- L'abbaye de Banz

## Personnalités liées à la ville
- Valentin Rathgeber (1682-1750), compositeur mort à l'abbaye de Banz.
- Placidus Sprenger (1735-1806), philosophe mort à Bad Staffelstein.
- Franz Xaver Geyer (1859-1943), évêque mort à l'abbaye de Banz.